# Lourdes Oñederra
Miren Lourdes Oñederra Olaizola (Sant Sebastià, Guipúscoa, 9 de juny de 1958) és una filòloga i escriptora basca, membre de la Reial Acadèmia de la Llengua Basca (Euskaltzaindia). Lingüista de professió i reconeguda escriptora, és especialista en fonologia. Actualment resideix a Vitòria.

## Trajectòria
Oñederra va realitzar els estudis escolars fins als set anys a la ikastola de la professora Maria Dolores Goya Mendiola, i més endavant, a La Asunción Ikastetxea. Posteriorment, va estudiar Filologia hispànica. El 1980 va cursar el màster de lingüística a la Universitat d'Iowa. Finalment, es va doctorar en Filologia basca: va escriure la seva tesi doctoral sobre la palatalització basca. Va ser l'última tesi dirigida per Koldo Mitxelena, la defensa de la qual va tenir lloc el 1987. Oñederra ha editat diversos treballs sobre el tema: Euskal Fonologia: Palatalizazioa (1990) i Fonetika Fonologia Hitzez Hitz (2004).
Actualment, Oñederra és catedràtica a la Facultat de Filologia de la Universitat del País Basc (UPV/EHU) i membre de la Reial Acadèmia de la Llengua Basca (Euskaltzaindia).
Oñederra també ha col·laborat com a columnista en revistes com Ere, Oh Euzkadi, Argia, Hika i Geu. Durant un temps va ser columnista del periòdic Euskaldunon Egunkaria. Els seus últims articles periodístics han estat publicats a Bake Hitzak.

## Obres

### Novel·la
- Eta emakumeari sugeak esan zion (1999, Erein), traduïda al castellà, l'anglès i el rus.[1]
- Babes bila (2013, Erein), traduïda al castellà.[2]

### Literatura infantil
- Sommer jaunaren istorioa (2007, Erein)
- Anderson anderearen kutixia (2001, Txalaparta)

### Lingüística
- Fonetika fonologia hitzez hitz. 2004, UPV/EHU, 84-8373-659-484-7585-267-X
- Euskal fonologia. Palatizazioa, asimilizazioa eta hots sinbolismoa. 1990, UPV/EHU, 84-7585-267-X

## Premis i reconeixements
- Premi de la Crítica (1999), per Eta emakumeari sugeak esan zion.
- Beterriko Liburua, per Eta emakumeari sugeak esan zion (1999)
- Premi Euskadi de Literatura (2000), per Eta emakumeari sugeak esan zion[5]
- Premi Euskadi de Plata, per Eta emakumeari sugeak esan zion (2000)[6]
- Homenatge a la UPV/EHU en el Dia Internacional de les Dones en reconeixement de la tasca acadèmica i investigadora en l'àmbit del coneixement i les arts en les Arts i les Humanitats.[7]
- Ortzadar Saria (2020) «per la seva inestimable tasca al llarg dels anys en la promoció de la literatura i la cultura basca».[8]